# Willistoniella pleuropunctata
Willistoniella pleuropunctata är en tvåvingeart som först beskrevs av Christian Rudolph Wilhelm Wiedemann 1824.  Willistoniella pleuropunctata ingår i släktet Willistoniella och familjen Ropalomeridae. Inga underarter finns listade i Catalogue of Life.